# Prêmio Eldorado de Música
O Prêmio Eldorado é considerado o mais importante prêmio de música erudita no Brasil. Foi criado em 1985 com o objetivo de revelar e estimular jovens artistas – profissionais e amadores – de todo o país. Mantém-se com o apoio da iniciativa privada. A partir de 1989 passou a ser concedido a cada dois anos. É um festival aberto ao público com recitais semanais apresentados durante seis meses. Um júri de especialistas avalia os inscritos: músicos que executam qualquer instrumento de orquestra, além de cantores, coros e pequenos conjuntos. As inscrições geralmente são abertas em abril.
Seu mais jovem vencedor foi o violinista Cármelo de los Santos, na sétima edição, aos 16 anos.